# Atrichopleura mauhes
Atrichopleura mauhes är en tvåvingeart som beskrevs av Smith 1962. Atrichopleura mauhes ingår i släktet Atrichopleura och familjen dansflugor. Inga underarter finns listade i Catalogue of Life.